# Polydesmus albocarinatus
Polydesmus albocarinatus är en mångfotingart som beskrevs av Peters 1864. Polydesmus albocarinatus ingår i släktet Polydesmus och familjen plattdubbelfotingar. Inga underarter finns listade i Catalogue of Life.